# Réseau express régional argovien
Le réseau express régional argovien ou RER argovien  (en allemand S-Bahn Aargau) est un réseau express régional utilisant l'infrastructure des lignes ferroviaires suisses situées sur le territoire du canton d'Argovie.

## Historique
Le RER argovien est lancé en décembre 2008. Les lignes existantes reçoivent un nouveau numéro accompagné de la lettre S. Aucune nouvelle gare n'est ouverte mais certains horaires sont modifiés. Le réseau est conçu comme un complément aux réseaux voisins (RER zurichois, Regio S-Bahn Bâle, RER lucernois) et, à part la S14, les lignes sont numérotées à partir de 23 pour éviter les conflits.

## Réseau actuel

### Liste

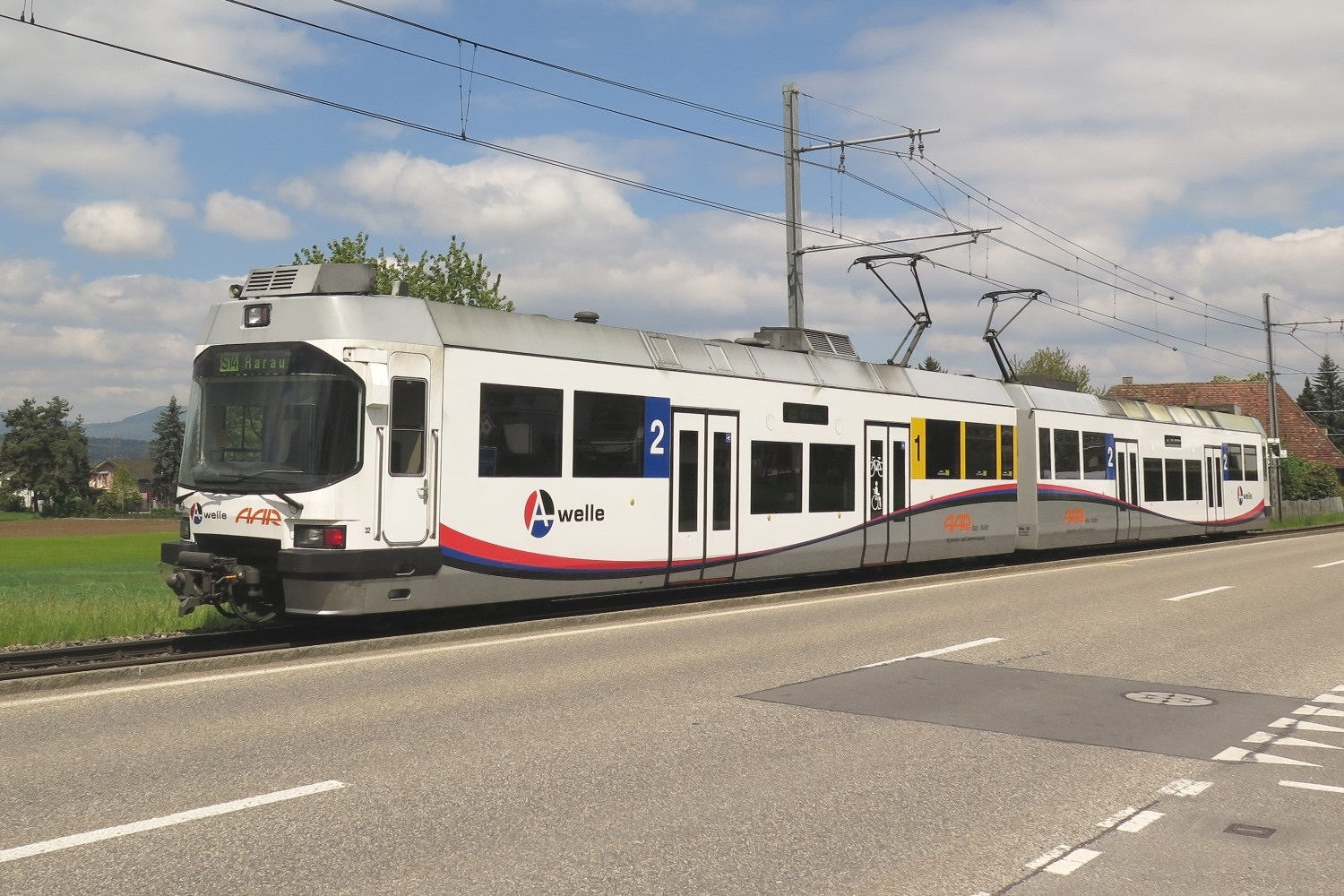
ABe 4/8 de l'AAR bus+bahn

- S 14 Menziken – Suhr – Aarau – Oberentfelden – Schöftland (AAR bus+bahn)
- S 23 Langenthal – Olten – Aarau – Lenzburg – Brugg AG – Baden
- S 25 Brugg AG – Othmarsingen – Wohlen AG – Muri AG
- S 26 Aarau – Lenzburg – Wohlen AG – Muri AG – Rotkreuz
- S 27 Baden – Turgi – Koblenz – Waldshut
- S 28 Zofingue – Oberentfelden – Suhr – Lenzburg
- S 29 Langenthal – Olten – Aarau – Wildegg – Brugg AG – Turgi